# The Best of Ricky Martin
The Best Of Ricky Martin er det 8. album af den Puerto Ricanske sanger Ricky Martin og den anden opsamlingsalbum. Det blev udgivet af Sony Music den 30. oktober 2001. CD'en har verdenover solgt mere end 1.000.000 eksemplarer.[kilde mangler]

## Nummerlist
1. "Livin' La Vida Loca"
2. "María"
3. "She Bangs"
4. "Private Emotion" – sunget af Ricky Martin og Meja
5. "Amor (New Remix by Salaam Remi)"
6. "The Cup Of Life (La Copa De La Vida)" – (The Official Song Of The World Cup, France '98) (Original English Version)
7. "Nobody Wants to Be Lonely" – Sunget af Ricky Martin og Christina Aguilera
8. "Spanish Eyes/Lola, Lola" (Music From "One Night Only" Video)
9. "She's All I Ever Had"
10. "Come To Me"
11. "Amor (New Remix by Jonathan Peters)"
12. "Loaded (George Noriega Radio Edit)"
13. "Shake Your Bon-Bon"
14. "Be Careful (Cuidado Con Mi Corazón)" – Sunget af Ricky Martin og Madonna